# شهرستان میلز (آیووا)
شهرستان میلز، آیووا (به انگلیسی: Mills County, Iowa) شهرستانی در ایالات متحده آمریکا است که در آیووا واقع شده‌است.

## خصوصیات
شهرستان میلز ۱٬۱۴۲٫۱۹ کیلومترمربع مساحت دارد.